# Laurent-Charles Maréchal

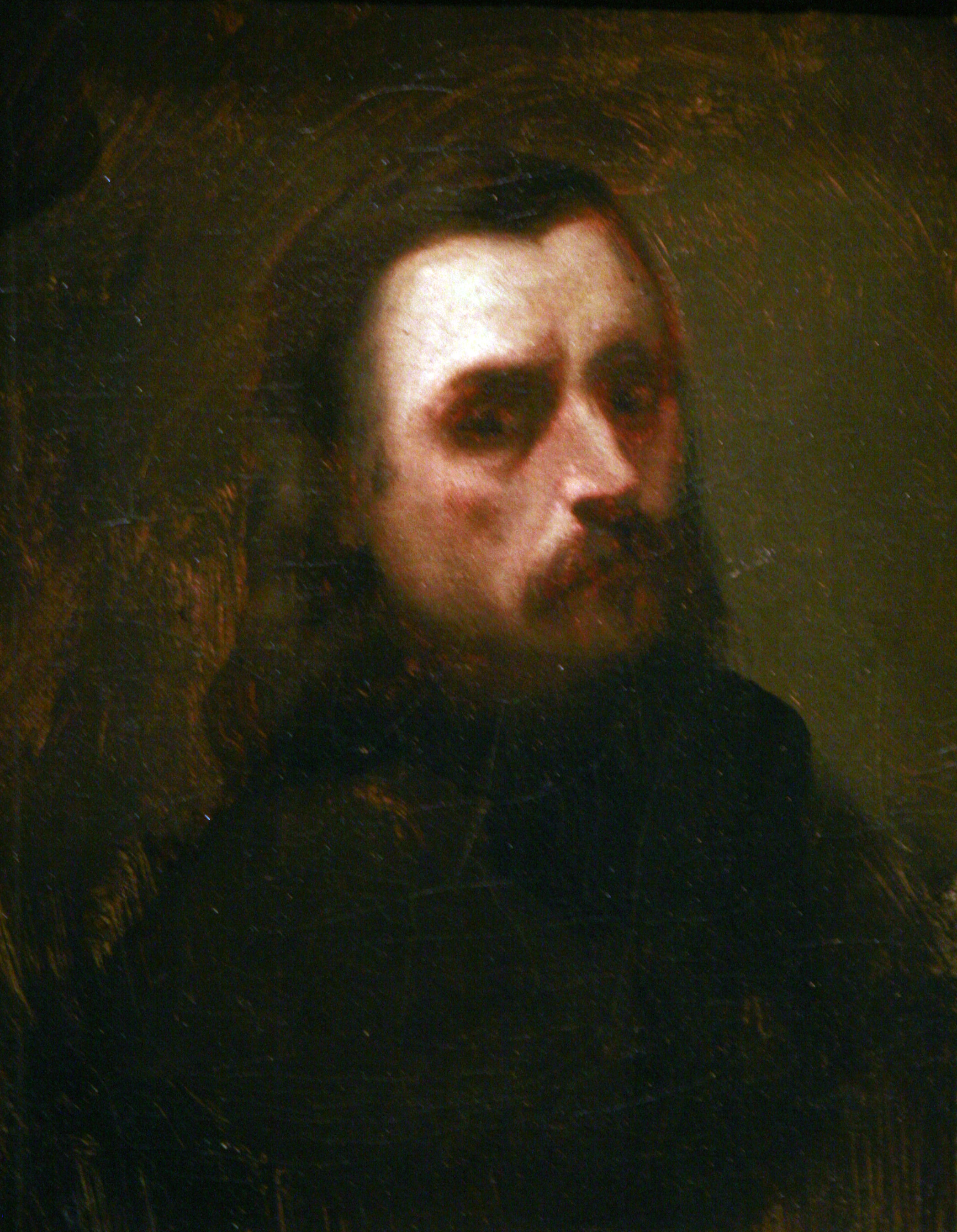
Autoritratto di Laurent-Charles Maréchal.

Laurent-Charles Maréchal (Metz, 27 gennaio 1801 – Bar-le-Duc, 17 gennaio 1887) è stato un pittore e vetraio francese. Particolarmente conosciuto per le numerose vetrate da lui realizzate, fu il fondatore del movimento artistico noto come Scuola di Metz.

## Biografia
Laurent-Charles Maréchal nacque a Metz il 27 gennaio 1801. Amante dell'arte, Maréchal si iscrisse all'Accademia di disegno della città, frequentandola dal 1820 al 1825. Fu in questo periodo che realizzò il suo primo autoritratto. Affascinato dall'Italia, Maréchal nutrì per la pittura italiana un'ammirazione senza limiti, al punto da considerare l'Italia la patria dell'arte.
Nel corso della sua carriera, Maréchal si interessò a più generi, dalla paesaggistica alla pittura storica. Tuttavia, la domanda locale l'orientò ben presto verso la pittura su vetro, dove eccellette in maniera particolare. Nel 1838 aprì a Metz un atelier di pittura su vetro insieme al fratello Gugnon. Lavorando nell'ambito delle arti applicate, Maréchal si distinse particolarmente nella pittura del vetro. Ben presto, Maréchal mise il suo allievo Louis-Théodore Devilly alla guida del suo atelier di vetri dipinti. Lavoratore infaticabile, Maréchal dedicava il suo tempo solo ad un limitato numero di allievi dotati e realmente volenterosi. Fu in questo periodo che nacque il movimento artistico noto come Scuola di Metz.
A partire dal 1853 la fama di Maréchal crebbe sensibilmente: egli perfezionò le tecniche e la produzione industriale delle vetrate, diventando uno dei pittori di vetrate più importanti di Francia nel XIX secolo. A testimonianza di ciò, fu proprio Maréchal a creare le vetrate per l'Esposizione Universale del 1855. Inoltre, insieme al fratello Gugnon, si occupò di realizzare le vetrate della Chiesa di Saint-Germain-l'Auxerrois di Parigi. In totale, nel corso della sua carriera realizzò più di 12 000 vetrate, tra cui la restaurazione delle vetrate della Cattedrale di Metz. Oltre agli incarichi pubblici, Maréchal accettò anche commissioni da parte di privati, come il Barone Haussmann ed Eugène Viollet-le-Duc.
Dopo la guerra franco-prussiana del 1870 e l'annessione di Metz alla Germania, Maréchal optò per la cittadinanza francese e fu quindi costretto a lasciare la città. Per questo motivo, si trasferì a Bar-le-Duc, dove rifondò il suo atelier con l'allievo Louis-Charles-Marie Champigneulle.
Proprio a Bar-le-Duc Maréchal morì, il 17 gennaio 1887. Uno dei suoi figli, Charles-Raphaël Maréchal, divenne a sua volta un famoso pittore.